# Ahmose Pennechbet
Ahmose Pennechbet, auch Ahmosepennechbet (Eigennamenschreibweise) und Ahmose-pen-Nechbet (pen-Nechbet = der zur Göttin Nechbet Gehörige), war ein ägyptischer Beamter zur Zeit des Neuen Reiches. Seine mindestens 58-jährige Karriere begann im 22. Regierungsjahr von König Ahmose I. als Infanterist, als die Ägypter nach der erfolgreichen Belagerung von Scharuhen mit ihrem Heer tiefer in das Küstengebiet der Levante, ägyptisch Djahi, vorstießen.
Ahmose Pennechbet nahm einen steilen Aufstieg, bevor er auch unter den nachfolgenden Königen diente. Die autobiografischen Inschriften in seinem Felsengrab in el-Kab stellen wichtige Informationen hinsichtlich des Verständnisses der 18. Dynastie dar:

„Ich folgte den Königen von Ober- und Unterägypten, den Göttern; ich war mit ihren Majestäten als sie in das Süd- und Nordland gingen, an jedem Ort an den sie sich begaben; (von) König Neb-pechti-Re (Ahmose I.), den Seligen, König Djeser-ka-Re (Amenophis I.), den Seligen, König Aa-cheper-ka-Re (Thutmosis I.), den Seligen, König Aa-cheper-en-Re (Thutmosis II.), den Seligen, bis zu diesem Guten Gott, König Men-cheper-Re (Thutmosis III.), dem ewiges Leben gegeben ist.“

Unter Ahmose I. war er an den Feldzügen im nördlichen Kanaan beteiligt. Er folgte Amenophis I. in den Expeditionen nach Nubien, unterstützte Thutmosis I. in Naharina und führte gemeinsam Unternehmungen mit Thutmosis II. im Sinai durch. Ahmose Pennechbet erhielt mehrere Auszeichnungen und Titel. Er war Schatzkämmerer der Hatschepsut und mit der Erziehung ihrer ältesten Tochter Neferu-Re betraut:

„Ich habe ein schönes Alter erreicht, indem ich im Leben war beim König ... Es erwies mir auch die Gunst die Gottesgemahlin, die Große königliche Gemahlin Maat-ka-Re (Hatschepsut), die Selige. Ich zog ihre älteste Tochter auf, die Königstochter Neferu-Re, die Selige, als sie ein Kind war, das an der Brust lag.“

Ahmose Pennechbet starb, nach Toby Wilkinson, zur Zeit der Koregentschaft von Hatschepsut und Thutmosis III. Ein Vergleich der Übersetzungen der oben aufgeführten Zitate legt ein Ableben nach dem Tod der Hatschepsut nahe, da diese nicht, wie im ersten Zitat Thutmosis III., mit der Formulierung „(dem/der) ewiges Leben gegeben ist“ bedacht wurde.